# 니키 클라인
니키 클라인(Nicki Clyne, 1983년 2월 11일 ~ )은 캐나다의 배우이다.

## 출연 작품
- 갓킬러 (2010)
- 배틀스타 갈락티카 더 플랜 (2009)
- 존 터커 머스트 다이 (2006)
- 일 페이티드 (2004)
- 세이브드 (2004)
- 배틀스타 갤럭티카 - 2004년 시리즈 (2004)
- 배틀스타 갤럭티카 (2003)
- 듀 이스트 (2002)
- 꼬마 파우스트 (2001)
- 네고시에이터 (2001)